# E.A. Pinto
E.A. Pinto – portugalski rugbysta, pięciokrotny reprezentant Portugalii w rugby union mężczyzn.
Jego pierwszym meczem w reprezentacji było spotkanie z Marokiem, które zostało rozegrane 20 kwietnia 1969 w Casablance. Ostatni raz w reprezentacji zagrał 25 kwietnia 1982 w Hilversum, kiedy to jego reprezentacja podejmowała drużynę Holandii.